# Правило двох стін
Пра́вило дво́х сті́н — правило техніки безпеки під час бойових дій, що збільшує шанси на виживання людей в будівлі, яка зазнає артилерійського, авіаційного удару чи іншого вогневого ураження. У випадку загрози вогневого ураження, згідно з правилом двох стін, безпечніше перебувати за двома стінами відносно до відкритого простору.

## Пояснення ефективності й застосування на практиці
В разі влучання вибухового боєприпасу в стіну будівлі, перша, зовнішня, стіна часто руйнується, утворюючи уламки і пропускаючи вибухову хвилю в приміщення, в свою ж чергу друга стіна рятує людей від них. Принцип «двох стін» також ефективний в разі влучання в приміщення боєприпасу пробивної дії, адже перша стіна поглинає частину енергії такого боєприпасу, а також дестабілізує його політ, тому пробиття другої стіни є малоймовірним.
Описуване правило діє як в горизонтальному, так і у вертикальному просторі. Тому верхні поверхи будівель не є безпечними під час обстрілу.
На практиці правило часто застосовують у вигляді перебування людей в таких кімнатах помешкання, як: коридор, ванна, туалет або сполучений санвузол.

## Схожі правила
Поряд із правилом «двох стін» часто рекомендують «правило двох виходів», яке полягає в тому, що схов в будівлі, яка піддалась вогневому ураженню вибуховим боєприпасом, є безпечним, коли він має два виходи, бо один імовірно буде завалено. На жаль, це правило наразі складно застосувати на практиці, оскільки майже всі житлові будинки в Україні мають лише один вихід із підвалу. Другий вихід, що працює, є великою рідкістю.